# Genlisea
Genlisea er en planteslægt i Blærerod-familien (Lentibulariaceae). De 30 arter er kødædende planter og er udbredt i den nye verden, Afrika og Madagaskar.

## Beskrivelse
Genlisea-arter er rodløse, rosetformede, terrestriske, etårige eller flerårige urteagtige planter. De er relativt små med en diameter på 1-5 cm og en højde på kun få cm. De fleste arter danner løbere.

## Taksonomi
Den blev udgivet af Auguste François César Prouvençal de Saint-Hilaire i 1833. Typen er Genlisea aurea A. St.-Hil.

## Note
1. 1 2 3  Genlisea A.St.-Hil. | Plants of the World Online | Kew Science. (n.d.). Plants of the World Online. Retrieved April 27, 2022, from https://powo.science.kew.org/taxon/urn:lsid:ipni.org:names:23899-1 Arkiveret 11. maj 2022 hos  Wayback Machine
2. 1 2  Płachno, B. J., Adamus, K., Faber, J., & Kozłowski, J. (2005). Feeding behaviour of carnivorous Genlisea plants in the laboratory. Acta Botanica Gallica, 152(2), 159-164.
3. 1 2 3  Fleischmann, A. (2012). "Phylogenetic relationships, systematics, and biology of carnivorous Lamiales, with special focus on the genus Genlisea (Lentibulariaceae) (Doctoral dissertation, lmu)".
4. 1 2  Missouri Botanical Garden. (n.d.-l). Genlisea A. St.-Hil. Tropicos. Retrieved December 17, 2024, from https://www.tropicos.org/name/40013454